# Пономарёв, Вадим Алексеевич
Вади́м Алексе́евич Пономарёв (15 февраля 1954, Копычинцы — 3 ноября 2011, Санкт-Петербург) — советский боксёр, представитель лёгкой весовой категории. Выступал на всесоюзном уровне в первой половине 1970-х годов, бронзовый призёр чемпионата СССР, многократный чемпион Ленинграда, мастер спорта СССР. Более тридцати лет занимал должность заместителя директора Зимнего стадиона в Санкт-Петербурге.

## Биография
Вадим Пономарёв родился 15 февраля 1954 года в городе Копычинцы Тернопольской области Украинcкой ССР. Боксом начинал заниматься в Выборге у тренера Бориса Афанасьевича Софьина, позже проходил подготовку в Ленинграде в добровольном спортивном обществе «Трудовые резервы» под руководством заслуженного тренера СССР Альберта Фомича Лавриновича.
Впервые заявил о себе в 1970 году, выиграв молодёжное первенство Ленинграда. Впоследствии в течение нескольких лет входил в состав сборной команды Ленинграда по боксу, неоднократно побеждал на городских первенствах, трижды становился чемпионом всесоюзного мемориального турнира А. Книсиса (1971—1972, 1974). Наибольшего успеха как спортсмен добился в сезоне 1975 года, когда выступил на VI летней Спартакиаде народов СССР (где также разыгрывался чемпионат Советского Союза по боксу) и завоевал здесь награду бронзового достоинства — на стадии полуфиналов лёгкой весовой категории потерпел поражение от представителя Чебоксар Валерия Львова, который в итоге и стал победителем этого турнира. По итогам сезона ему было присвоено звание мастера спорта СССР.
Окончил Ленинградский техникум физической культуры и спорта (1970).
После завершения спортивной карьеры работал инструктором по физической культуре в санатории «Репино». В период 1980—2011 годов занимал должность заместителя директора Зимнего стадиона.
Умер 3 ноября 2011 года в возрасте 57 лет. Похоронен на Северном кладбище в Санкт-Петербурге.